# Décès en 1308
Décès
- 1304
- 1305
- 1306
- 1307
- 1308
- 1309
- 1310
- 1311
- 1312

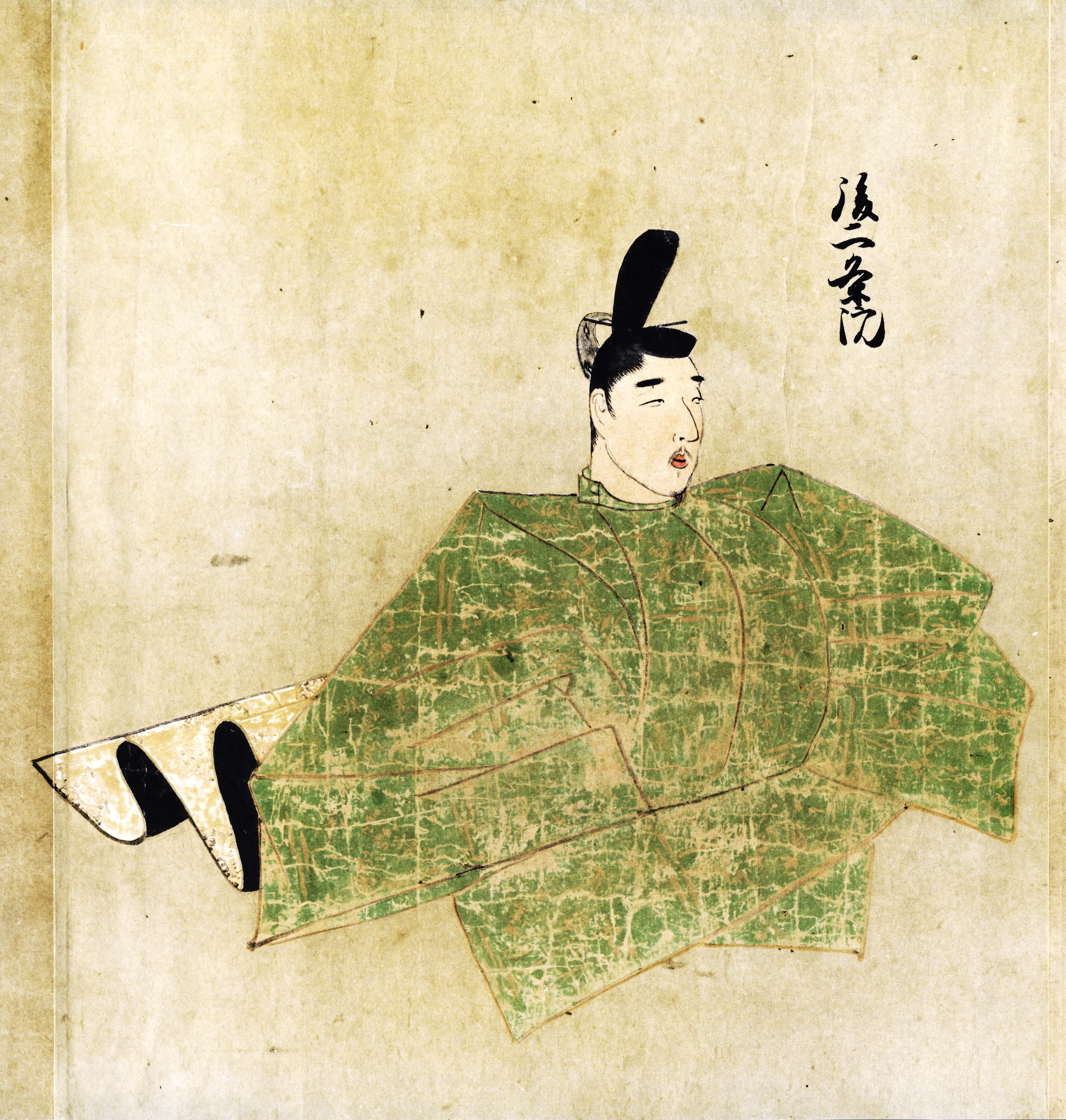
Go-Nijō, 94e empereur du Japon, mort en 1308.

Cette page dresse une liste de personnalités mortes au cours de l'année 1308 :
- 17 janvier: Pierre de Belleperche, évêque d'Auxerre.
- 16 avril : Guillaume Ier de Berg, comte de Berg.
- 1er mai: Albert Ier de Habsbourg.
- 22 mai : Amédée II de Genève, comte de Genève.
- 13 juin : Boniface de Challant, évêque de Sion.
- juillet :  Barthélémy, évêque d'Autun.
- 27 juillet : Abu Thabit Amir, sultan mérinide.
- 30 juillet : Chungnyeol, 25e roi de la Corée de la dynastie Goryeo.
- 4 septembre : Marguerite de Bourgogne à Tonnerre, en France.
- 10 septembre : Go-Nijō, 94e empereur du Japon.
- 20 septembre : Guy II de Thouars, 26e vicomte de Thouars.
- 5 octobre : Guy II de La Roche, duc d'Athènes.
- octobre : Corso Donati, chef militaire et homme politique florentin.
- 8 novembre : John Duns Scot, ou Jean Duns Scot, théologien et philosophe franciscain écossais, fondateur de l’école scolastique dite « scotiste ».
- avant décembre : John Comyn, un des principaux opposants à Robert Bruce lors de la guerre civile qui éclate en même temps que la première guerre d'indépendance écossais.

- Guy d'Ibelin, sénéchal du royaume de Chypre.
- Jean de Comines, premier comte-évêque du Puy.
- Adolphe V de Holstein-Segeberg, comte de Holstein-Kiel puis de Holstein-Segeberg.
- Guillaume de Mâcon, chanoine, aumônier du roi et évêque d'Amiens.
- Claire de Montefalco, religieuse Augustine italienne.
- Albert III de Saxe-Lauenbourg, duc de Saxe-Lauenbourg.
- Emeric de Schöneck, évêque de Worms.
- Patrick Dunbar, 8e comte de March.
- Jean Duns Scot (né v. 1266), logicien,  théologien et philosophe écossais.

date incertaine (vers 1308)
- Ibn al-Zybayr, poète et historien andalou

## Crédit d'auteurs
- Cet article est partiellement ou en totalité issu de l'article intitulé « 1308 » (voir la liste des auteurs).